# 小澤幹雄
小澤 幹雄（おざわ みきお、1937年10月24日 - ）は、日本の俳優、エッセイスト。小澤征爾の実弟であり、兄･征爾に関する仕事が多い。

## 来歴・人物
| 年表                   | 経歴 |
| ---------------------- | --- |
| 1937年10月24日         | 関東州の大連に生まれる |
| 1956年                 | 成城学園中学校から東京都立戸山高等学校を経て早稲田大学仏文科に学ぶ                                                                |
| 1959年                 | 劇団東宝現代劇第二期生として東宝演劇部に入社                                                                                      |
| 劇団東宝現代劇入社後   | 約10年間舞台俳優として『がめつい奴』『放浪記』『王様と私』などに出演                                                              |
| 1971年以降             | 独立し、NHK大河ドラマ『勝海舟』『風と雲と虹と』などに出演                                                                         |
| 1987年10月 - 1989年9月 | テレビ朝日系『モーニングセンサー』司会 ※番組終了まで1年は、前座番組『さわやかトゥデイ』（同局制作の関東ローカル番組）の司会を兼務 |
| 1987年10月 - 1990年3月 | テレビ朝日『やじうまワイド』朝刊コーナーおよびレポーター担当                                                                      |
| その他                 | ワイドショーでの生コマーシャル |
| その他                 | FM東京『小澤幹雄のやわらかクラシック』DJ                                                                                          |
| その他                 | ニッポン放送『小澤征爾の世界』司会                                                                                                |
| その他                 | タレント仲間による落語会「落狂寄席」ではおさわり家ポン助の亭号で活動                                                              |

## 著書
- 『やわらかな兄 征爾』現代芸術社、1985年。光文社文庫、2019年
- 『小澤幹雄のやわらかクラシック』音楽の友社、1990年
- 『小澤幹雄の続・やわらかクラシック』音楽の友社、1995年
- 『音楽の庭　小澤幹雄のやわらかクラシック』NECクリエイティブ、2000年
- 『音楽の広場から 小澤幹雄のやわらかクラシック』郷土出版社、2006年
- 『音楽の広場から 小澤幹雄のやわらかクラシック2』郷土出版社、2013年

### 共編著
- 『小澤征爾―対談と写真』編・木之下晃写真、ぎょうせい、1980年。新潮文庫、1982年
- 『小澤征爾とその仲間たち 2』名和修共著・木之下晃写真、音楽の友社、1991年
- 『松本にブラームスが流れた日 小沢征爾とサイトウ・キネン・オーケストラ』編著、新潮社、1993年
- 『ピアノの巨人 豊増昇　「ベルリン・フィルとの初協演」「バッハ全曲連続演奏」』小澤征爾共編著、小澤昔ばなし研究所、2015年
- 『小澤征爾、兄弟と語る　音楽、人間、ほんとうのこと』小澤征爾・小澤俊夫共著、岩波書店、2022年